# Santuario della Madonna della Costa (Sanremo)
Il santuario della Madonna della Costa è un santuario mariano che si trova a Sanremo, nella Riviera dei Fiori. Le principali festività si celebrano il 15 agosto (festa dell'Assunta).

## Storia

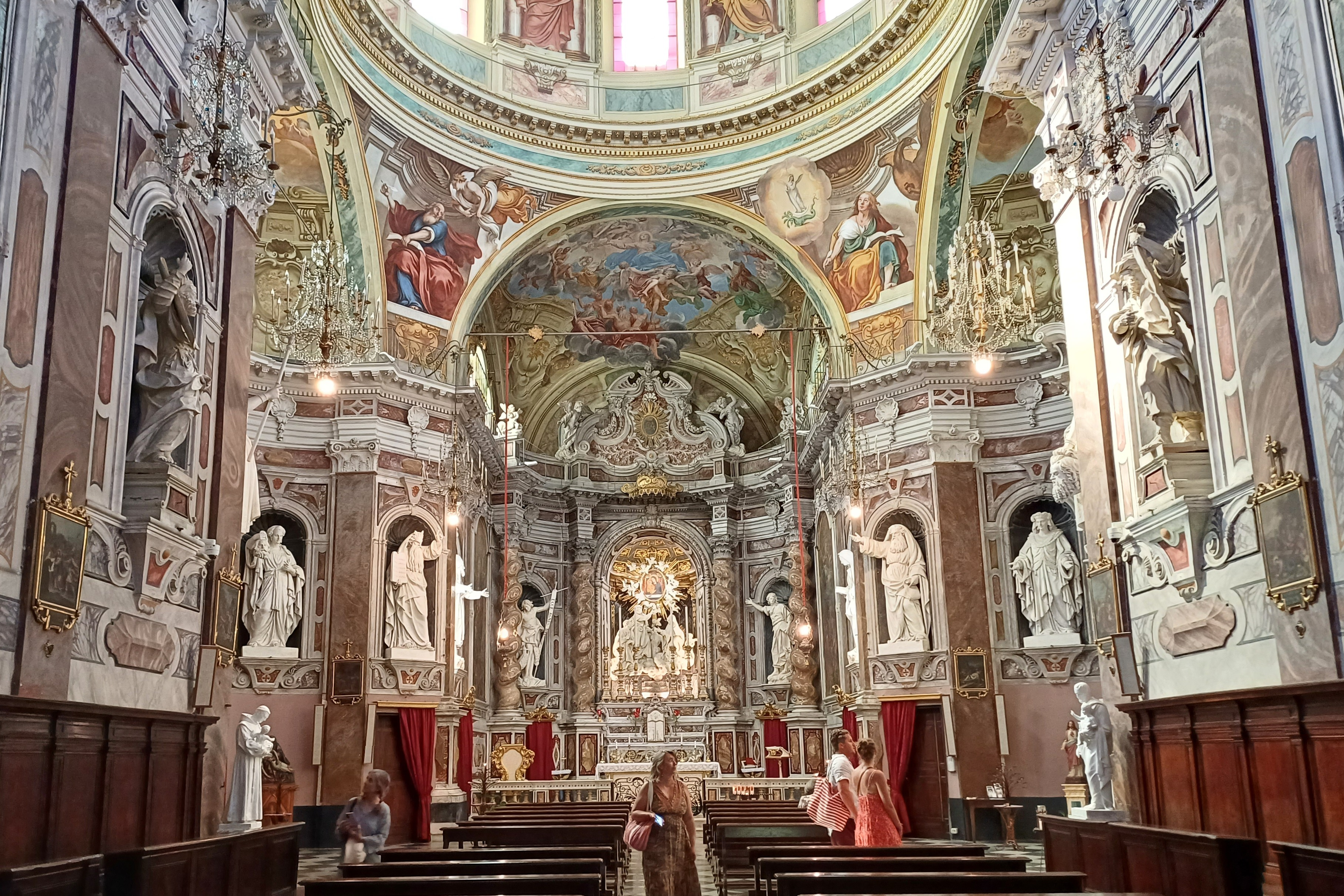
L'interno

Situato su un poggio, a circa 100 metri sul livello del mare, dominante il quartiere storico sanremese della Pigna, la sua fondazione sembrerebbe risalire tra il XIV e il XV secolo nella località di Castrum Sancti Romuli. Secondo alcuni storici la nascita del santuario potrebbe essere databile al 1361 quando il castello, di proprietà della famiglia Doria, fu ceduto alla Repubblica di Genova. Fu in quella occasione che nacque la celebre "festività delle catene" dove i sanremesi si recano al santuario trascinando catene per festeggiare la liberazione dai Doria.
Il primo documento citante l'edificio religioso è risalente al 1474 dove la locale famiglia Fabiani descrive in tale luogo la presenza di una cappella, già dedicata alla Madonna della Costa, facendo presupporre una devozione affermata e accrescente verso la Vergine Maria. Tra gli oggetti venerati dai sanremesi vi è il quadro ritraente la Madonna, dove alcuni lo conducono come opera diretta di san Luca, ma studi più approfonditi sull'opera la attribuiscono alla mano del pittore Barnaba da Modena (XIV secolo), mentre altri la considerano opera del pittore Nicolò da Voltri.

### Madonna della Costa
La devozione religiosa dei sanremesi verso la Madonna della Costa fu testimoniata nei secoli soprattutto dai numerosi ex voto che, un tempo, adornavano il santuario; uno storico locale del XVII secolo, il Grossi, proprio per il cospicuo numero di essi, racconta lamentandosi che molti furono dati alle fiamme o, più probabilmente, distrutti da un incendio.
La stessa costruzione del santuario sarebbe avvenuta, così come racconta la storia popolare, grazie al ritrovamento miracoloso di uno scrigno che permise di reperire i fondi necessari, in parte già stanziati dalla popolazione dopo l'apertura di una sottoscrizione da parte di un marinaio scampato, miracolosamente, ai pirati. L'aiuto della Madonna della Costa fu nei secoli più volte invocata dai sanremesi per il flagello della siccità o per la liberazione della peste tra il 1656-1657. Alla Vergine è attribuita dalla popolazione anche la protezione dal colera scoppiato nel 1835 e per devozione in memoria di ciò ogni quindici anni, il 15 agosto, si compie la processione votiva lungo le strade della città.

## Descrizione
L'attuale struttura del santuario fu realizzata nel 1630 in sostituzione della precedente chiesa. Con una pianta a croce latina, presenta una facciata in stile barocco - dove è collocata l'edicola ritraente l'Assunta e, ai lati, le raffigurazioni marmoree dei santi Siro e Romolo - e caratterizzata dalle torrette laterali con cupoline. La cupola fu costruita tra il 1770 e il 1775. Una nuova tinteggiatura della facciata e il rivestimento in rame della cupola e delle due cupolette furono eseguite tra il 1979 e il 1981.

### Interno

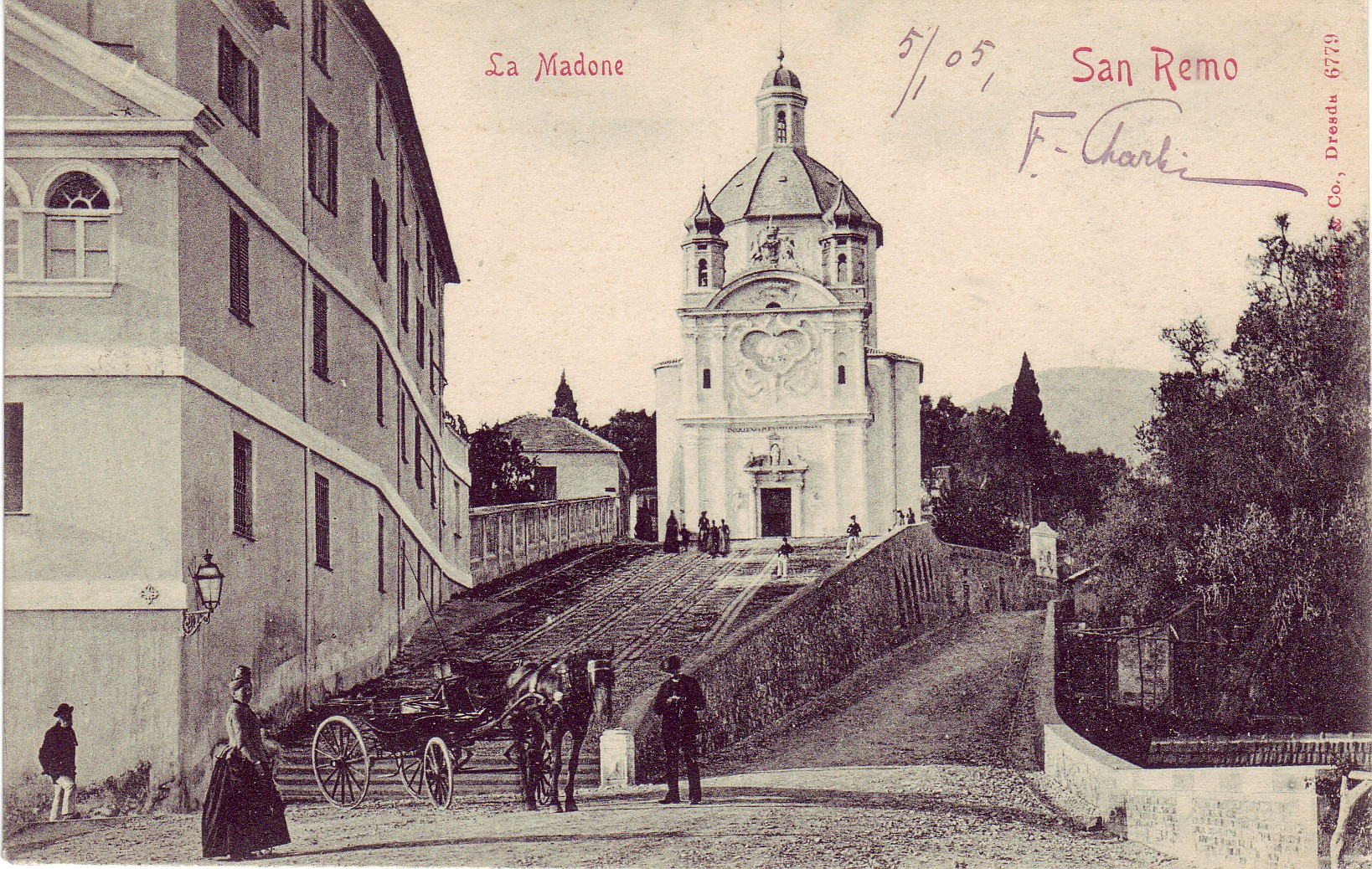
Il Santuario in una cartolina d'epoca

All'interno è presente un cospicuo numero di statue in legno - alcune delle quali attribuite allo scultore Anton Maria Maragliano - raffiguranti i santi Anna e Gioacchino e san Giuseppe ai piedi del quadro della Madonna della Costa. Dello stesso autore è il crocifisso ligneo, posto nel 1723, sopra l'altare omonimo.
Nel presbiterio sono invece presenti le raffigurazioni lignee di sant'Elisabetta, san Zaccaria, san Giovanni Battista e san Giovanni Evangelista. La decorazione dell'abside e della volta, con stucchi e affreschi, fu eseguita nel 1727 per opera di Giacomo Antonio Boni.
Tra le opere pittoriche vi è la pala del pittore Bartolomeo Guidobono raffigurante la Visita di Maria a Elisabetta nel transetto della cappella laterale destra; a sinistra dell'ingresso il dipinto Visione di San Giacinto di Domenico Fiasella, regalato nel 1846 dalla famiglia nobile genovese Carrega; a destra dell'ingresso la Decollazione del Battista di Giulio Cesare Procaccini e sopra l'altare maggiore la Madonna col Bambino attribuito al pittore Nicolò da Voltri.